# Evelyn e la magia di un sogno d'amore/Nuovi amici a Ciao Ciao
Evelyn e la magia di un sogno d'amore/Nuovi amici a Ciao Ciao è un singolo discografico split di Cristina D'Avena e di Four, Giorgia Passeri e il Piccolo coro dell'Antoniano, pubblicato nel 1985.

## Descrizione
Evelyn e la magia di un sogno d'amore è una canzone incisa da Cristina D'Avena, nonché sigla italiana dell'anime omonimo. La canzone è stata scritta da Alessandra Valeri Manera su musica e arrangiamento di Giordano Bruno Martelli. La musica è stata riutilizzata anche in Francia nel 1988, come sigla per la stessa serie animata e pubblicata anche come singolo. Sul lato B del 45 giri francese è presente anche la base strumentale. Esiste anche una versione in inglese, interpretata da Beth Anderson (famosa per aver interpretato "The Neverending story" con Limahl) e Lord.
Nello Zecchino D'Oro dello stesso anno Patrizia Ottonello interpreta il brano Bit, scritto sempre da Alessandra Valeri Manera e Giordano Bruno Martelli. La musica del ritornello riprende molto fedelmente quella di Evelyn e la magia di un sogno d'amore.
Nuovi amici a Ciao Ciao è una canzone incisa da Four, Giorgia Passeri e il Piccolo coro dell'Antoniano e, sigla del programma contenitore per bambini Ciao Ciao nell'edizione del 1985. Il brano è stato scritto sempre da Alessandra Valeri Manera su musica di Augusto Martelli.

## Tracce
Lato A
1. Cristina D'Avena – Evelyn e la magia di un sogno d'amore – 3:44 (testo: Alessandra Valeri Manera – musica: Giordano Bruno Martelli; edizioni musicali Canale 5 Music)

Lato B
1. Four e Giorgia Passeri – Nuovi amici a Ciao Ciao – 2:50 (testo: Alinvest – musica: Augusto Martelli; edizioni musicali Canale 5 Music)

## Formazione

### Evelyn e la magia di un sogno d'amore
- Giordano Bruno Martelli – direzione orchestra
- Orchestra di Augusto Martelli – Esecuzione brano
- i Piccoli Cantori di Milano – cori
- Niny Comolli – direzione cori
- Laura Marcora – direzione cori

### Nuovi amici a Ciao Ciao
- Augusto Martelli – direzione orchestra
- Orchestra di Augusto Martelli – Esecuzione brano
- il Piccolo Coro dell'Antoniano – cori
- Mariele Ventre – Direzione coro

## Pubblicazioni all'interno di album e raccolte
Evelyn e la magia di un sogno d'amore e Nuovi amici a Ciao Ciao sono state pubblicate all'interno di alcuni album e raccolte della cantante:
| Anno | Album                                    | Titolo                                | Versione                                            |
| ---- | ---------------------------------------- | ------------------------------------- | --------------------------------------------------- |
| 1985 | Fivelandia 3                             | Evelyn e la magia di un sogno d'amore | Versione originale                                  |
| 1985 | Fivelandia 3                             | Nuovi amici a Ciao Ciao               | Versione originale                                  |
| 1987 | Fivelandia Collection                    | Evelyn e la magia di un sogno d'amore | Versione originale                                  |
| 1987 | Fivelandia Collection                    | Nuovi amici a Ciao Ciao               | Versione taglio televisivo                          |
| 1987 | Fivelandia TV                            | Evelyn e la magia di un sogno d'amore | Videoclip utilizzato per la trasmissione televisiva |
| 1989 | Cristina D'Avena e i tuoi amici in TV 3  | Il grande sogno di Maya               | Versione originale                                  |
| 1991 | Bim Bum Bam - Volume 1                   | Nuovi amici a Ciao Ciao               | Versione originale                                  |
| 2002 | Cristina D'Avena e i tuoi amici in TV 15 | Evelyn e la magia di un sogno d'amore | Versione originale                                  |
| 2004 | Cartoon Story                            | Evelyn e la magia di un sogno d'amore | Versione originale                                  |
| 2006 | Fivelandia 3 & 4                         | Evelyn e la magia di un sogno d'amore | Versione originale                                  |
| 2006 | Fivelandia 3 & 4                         | Nuovi amici a Ciao Ciao               | Versione originale                                  |
| 2006 | Fivelandia 3                             | Evelyn e la magia di un sogno d'amore | Versione originale                                  |
| 2006 | Fivelandia 3                             | Nuovi amici a Ciao Ciao               | Versione originale                                  |
| 2007 | Che magia!                               | Evelyn e la magia di un sogno d'amore | Versione originale                                  |
| 2012 | Bim Bum Bam Compilation                  | Evelyn e la magia di un sogno d'amore | Versione originale                                  |
| 2015 | Fivelandia Story                         | Evelyn e la magia di un sogno d'amore | Versione originale                                  |
| 2018 | Fivelandia Reloaded - Volume 3           | Evelyn e la magia di un sogno d'amore | Versione originale                                  |